# Kích thích tình dục

Các vùng kích thích tình dục trên cơ thể nam và nữ.

Kích thích tình dục là bất kỳ kích thích nào (kể cả tiếp xúc thân thể) dẫn đến, tăng cường và duy trì kích thích tình dục, và có thể dẫn đến cực khoái. Mặc dù kích thích tình dục có thể phát sinh mà không cần kích thích cơ thể, việc đạt được cực khoái thường đòi hỏi kích thích tình dục liên quan đến thể chất.
Thuật ngữ kích thích tình dục thường ngụ ý kích thích các cơ quan sinh dục, nhưng cũng có thể bao gồm kích thích các vùng khác của cơ thể, kích thích các giác quan (như thị lực hoặc thính giác) và kích thích tinh thần (nghĩa là đọc hoặc tưởng tượng). Kích thích đủ mức dương vật của nam giới và âm vật của nữ giới thường dẫn đến cực khoái. Kích thích có thể do bản thân tự thực hiện (thủ dâm) hoặc do bạn tình (quan hệ tình dục hoặc các hoạt động tình dục khác), bằng cách sử dụng các dụng cụ hoặc đồ chơi, hoặc tổng hợp của các phương pháp trên.
Một số người thực hành kiểm soát cực khoái khi bản thân những người này hoặc bạn tình của họ kiểm soát mức độ kích thích tình dục để trì hoãn cực khoái, và kéo dài trải nghiệm tình dục dẫn đến cực khoái.